# 샨르우르파주

샨리우르파주의 위치

샨르우르파주(튀르키예어: Şanlıurfa ili)는 튀르키예 동부에 위치한 주로, 동남아나톨리아 지역에 속한다. 주도는 샨르우르파이며 면적은 18,584km2, 인구는 1,700,352명(2006년 기준), 자동차 번호는 63번, 시외전화 지역번호는 0414번이다. 북쪽으로는 아디야만주, 남쪽으로는 시리아, 동쪽으로는 마르딘주와 디야르바키르주, 서쪽으로는 가지안테프주와 접하며 11개 군을 관할한다. 티그리스강, 유프라테스강이 흐른다.